# Facha
Facha é uma povoação portuguesa sede da Freguesia de Facha do Município de Ponte de Lima, freguesia com 15,82 km² de área e 1390 habitantes (censo de 2021), tendo, por isso, uma densidade populacional de 87,9 hab./km².

## História
Foi vila e sede de concelho até ao início do século XIX. O município designava-se Santo Estêvão da Facha e era constituído pelas freguesias da sede e de Vitorino das Donas. Tinha, em 1801, 1149 habitantes.

## Demografia
A população registada nos censos foi:
| Distribuição da População por Grupos Etários | Distribuição da População por Grupos Etários | Distribuição da População por Grupos Etários | Distribuição da População por Grupos Etários | Distribuição da População por Grupos Etários |
| -------------------------------------------- | -------------------------------------------- | -------------------------------------------- | -------------------------------------------- | -------------------------------------------- |
| Ano                                          | 0-14 Anos                                    | 15-24 Anos                                   | 25-64 Anos                                   | > 65 Anos                                    |
| 2001                                         | 268                                          | 282                                          | 725                                          | 207                                          |
| 2011                                         | 293                                          | 177                                          | 817                                          | 242                                          |
| 2021                                         | 181                                          | 180                                          | 716                                          | 313                                          |